# ستيفن إل. مورغان
ستيفن إل. مورغان (بالإنجليزية: Stephen L. Morgan)‏ هو عالم اجتماع أمريكي، ولد في 1971 في الولايات المتحدة.